# Tadeusz Kałasa
Tadeusz Marian Kałasa (ur. 17 września 1917 w Warszawie, zm. 4 czerwca 2012 w Chylicach) – polski rzemieślnik (piekarz i cukiernik), działacz społeczny, poseł na Sejm PRL VIII kadencji, członek Trybunału Stanu, właściciel piekarni przy ul. Polnej i Racławickiej w Warszawie. 

## Życiorys
Wywodził się ze znanej warszawskiej rodziny piekarzy – był synem Janiny Heleny i Aleksandra Kałasów. W młodości uczył się w Gimnazjum Wojciecha Górskiego w Warszawie, po czym praktykował w zawodzie piekarskim i cukierniczym (uzyskał tytuł czeladnika). W 1945 zdobył tytuł mistrza piekarskiego, a później również mistrza cukiernictwa. Prowadził własną piekarnię odziedziczoną po przodkach przy ul. Racławickiej w Warszawie, która w 1951 została upaństwowiona przez władze komunistyczne. W latach 50. zatrudniony w charakterze brygadzisty i kierownika piekarni Miejskiego Handlu Detalicznego, pracownika działu technicznego Warszawskich Zakładów Przemysłu Piekarskiego oraz technologa w Biurze Projektowania Piekarń przy stołecznym ZSS "Społem". W 1956 otworzył własną piekarnię "Kuracyjna" przy ul. Polnej w Warszawie.

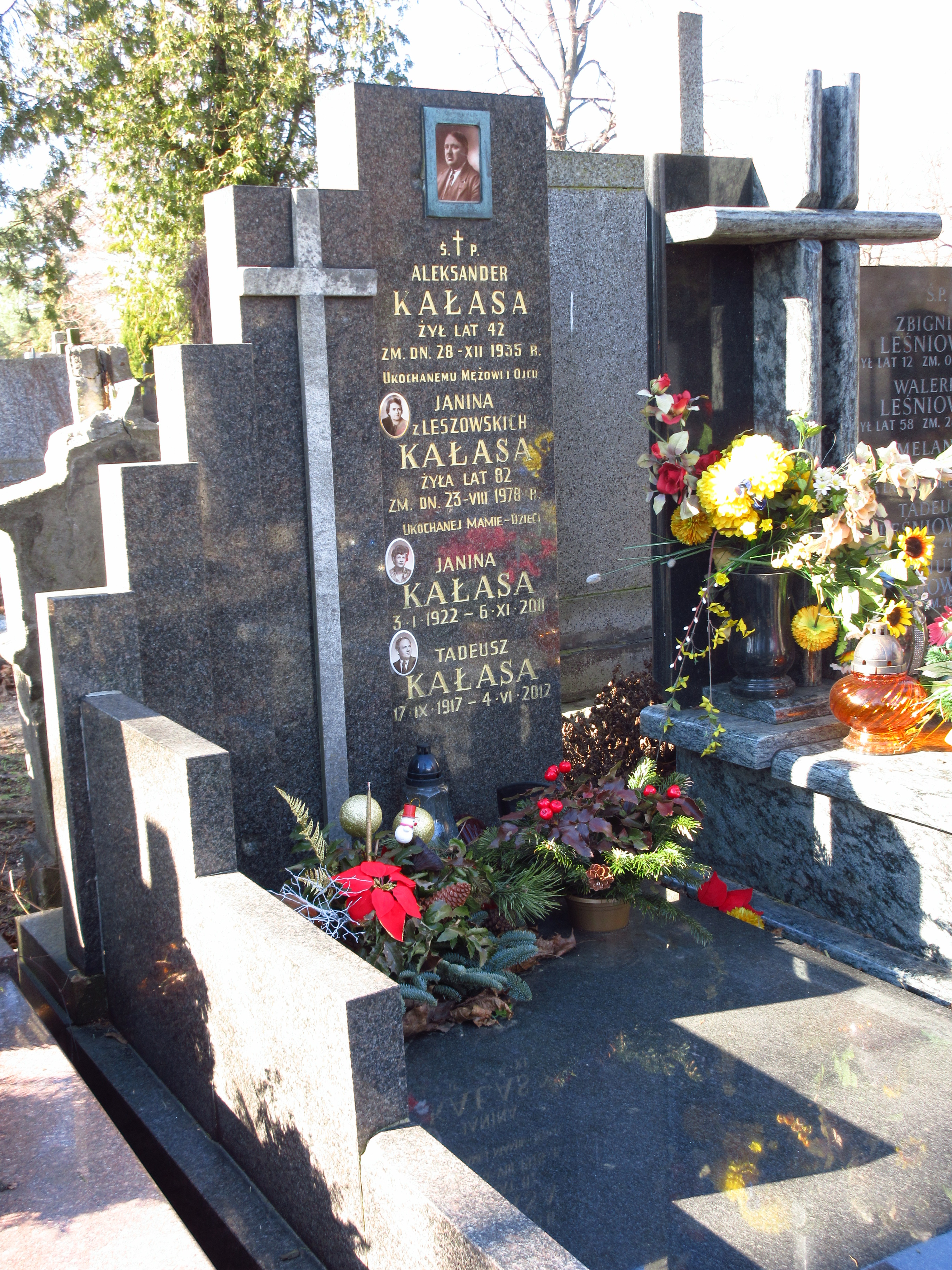
Grób Tadeusza Kałasy na Cmentarzu Bródnowskim.

Po zakończeniu II wojny światowej związany z organizacjami rzemieślniczymi (m.in. Centralnym Związkiem Rzemiosła i Krajową Radą Rzemiosła), był członkiem ich najwyższych władz. W latach 70. kierował m.in. Radą Izby Rzemieślniczej w Warszawie. W Stronnictwie Demokratycznym działał od 1948. W latach 1968–1980 i 1985–1988 zasiadał w Stołecznym Komitecie partii, od 1973 do 1980 w jego prezydium. Podczas XI Kongresu wybrany w skład Centralnego Komitetu oraz do prezydium (do 1981, od 1976 był jego wiceprzewodniczącym). Pełnił obowiązki ławnika Sądu Wojewódzkiego dla Miasta Warszawy (1966–1974). W 1980 uzyskał mandat posła na Sejm PRL VIII kadencji z okręgu Praga-Północ. Zasiadał w Komisjach: Górnictwa, Energetyki i Chemii, Rolnictwa i Przemysłu Spożywczego (później: Rolnictwa, Gospodarki Żywnościowej i Leśnictwa), Handlu Wewnętrznego, Drobnej Wytwórczości i Usług (Rynku Wewnętrznego, Drobnej Wytwórczości i Usług) oraz Nadzwyczajnej do rozpatrzenia projektu ustawy – Ordynacja Wyborcza do Sejmu PRL. W latach 1985–1989 był członkiem Trybunału Stanu z nominacji SD. 
Pracował nadal w zawodzie do późnego wieku. Odzyskał rodzinną piekarnię przy ul. Racławickiej w Warszawie, w której pracują również jego synowie Aleksander i Krzysztof oraz córka Jadwiga (Milej), sam prowadził piekarnię przy ul. Polnej, a po jego śmierci jego małżonka Janina. W 2020 piekarnia została zlikwidowana.
Odznaczony m.in. Orderem Sztandaru Pracy II klasy oraz Krzyżami Komandorskim i Kawalerskim Orderu Odrodzenia Polski i Złotym Krzyżem Zasługi. W 1994 z żoną Janiną odznaczeni Medalem za Długoletnie Pożycie Małżeńskie. Pochowany na Cmentarzu Bródnowskim (kwatera 83B-3-13).